# Lalitpur (Nepal)
Lalitpur (Nepali: लालितपुर Lālitpur) oder Patan (पाटन Pāṭan), Newari Yala (offizielle Bezeichnung: Lalitpur Sub-Metropolitan City) ist die drittgrößte Stadt in Nepal, nach Kathmandu und Pokhara.
Lalitpur liegt im Kathmandutal am Südufer des Bagmati im Distrikt Lalitpur und bildet mit Kathmandu eine Zwillingsstadt. Durch Eingemeindung der südlich angrenzenden Village Development Committees (VDCs) Dhapakhel, Harisiddhi und Sunakothi wuchs das Stadtgebiet von 15,43 km² auf 24,9 km².

## Einwohner
Um das Jahr 1000 war sie mit etwa 100.000 Einwohnern die zehntgrößte Stadt der Welt. 2011 hatte die Stadt 220.802 Einwohner.
Mit den drei eingemeindeten VDCs betrug die Einwohnerzahl 2011 254.308 (davon 130.556 männlich) in 62.893 Haushalten.

## Geographie

### Klima
|                        | Jan | Feb | Mär | Apr | Mai | Jun | Jul | Aug | Sep | Okt | Nov | Dez |   |      |
| Mittl. Temperatur (°C) | 10  | 12  | 17  | 19  | 23  | 27  | 25  | 23  | 22  | 18  | 14  | 11  | ⌀ | 18,4 |
|                        |     |     |     |     |     |     |     |     |     |     |     |     |   |      |
| Niederschlag (mm)      | 2   | 3   | 19  | 32  | 82  | 237 | 375 | 240 | 175 | 65  | 7   | 12  | Σ | 1249 |

|  |

|  |

|  |

|  |

|  |

|  |

|  |

|  |

|  |

|  |

|  |

|  |

|  |

|  |

|  |

|  |

|  |

|  |

|  |

|  |

|  |

|  |

|  |

|  |

## Geschichte
Die Geschichte der Stadt geht mehr als 2300 Jahre zurück. Der Überlieferung zufolge ist die Stadt die älteste im Kathmandutal und wurde im 3. Jahrhundert v. Chr. von der Kirat-Dynastie gegründet. Über viele Jahrhunderte war Lalitpur Hauptstadt eines eigenen Königreiches, das erst unter König Prithvi Narayan Shah im Jahr 1768 in das Königreich Nepal eingegliedert wurde. Ursprünglich hießen die Stadt und das Königreich Patan.

### Erdbeben 2015

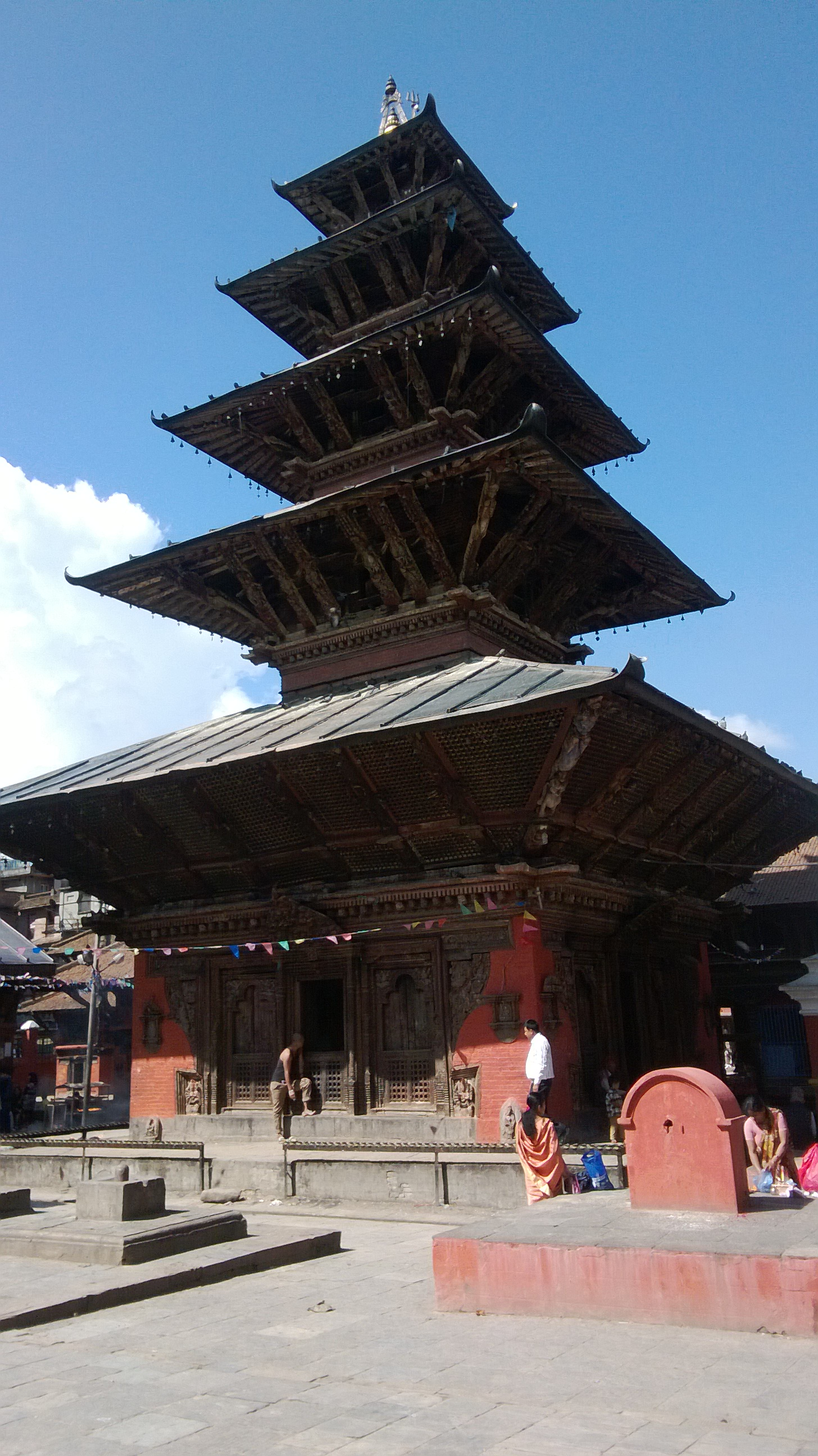
Kumbeshwar Tempel

Durch ein schweres Erdbeben am 25. April 2015 wurden zahlreiche Gebäude der Stadt beschädigt oder zerstört, darunter auch die Gebäude auf dem zentralen Durbar Square, der Teil des UNESCO-Weltkulturerbes „Kathmandutal“ ist.

### Bevölkerungsentwicklung
Die folgende Tabelle zeigt die Entwicklung der Einwohnerzahlen der Stadt Lalitpur.
| Jahr      | 1971   | 1981   | 1991    | 2001    | 2011    |
| --------- | ------ | ------ | ------- | ------- | ------- |
| Einwohner | 59.049 | 79.875 | 115.865 | 163.923 | 220.802 |

## Sehenswürdigkeiten
- Patan Durbar Square
- Hiranya Varna Mahaa Vihar, der Tempel der tausend Buddhas
- Kumbeshwar Tempel, eine fünfstöckige Pagode
- Central Zoo, 1932 eröffnet, er ist der einzige in Nepal

## Infrastruktur

### Krankenhäuser

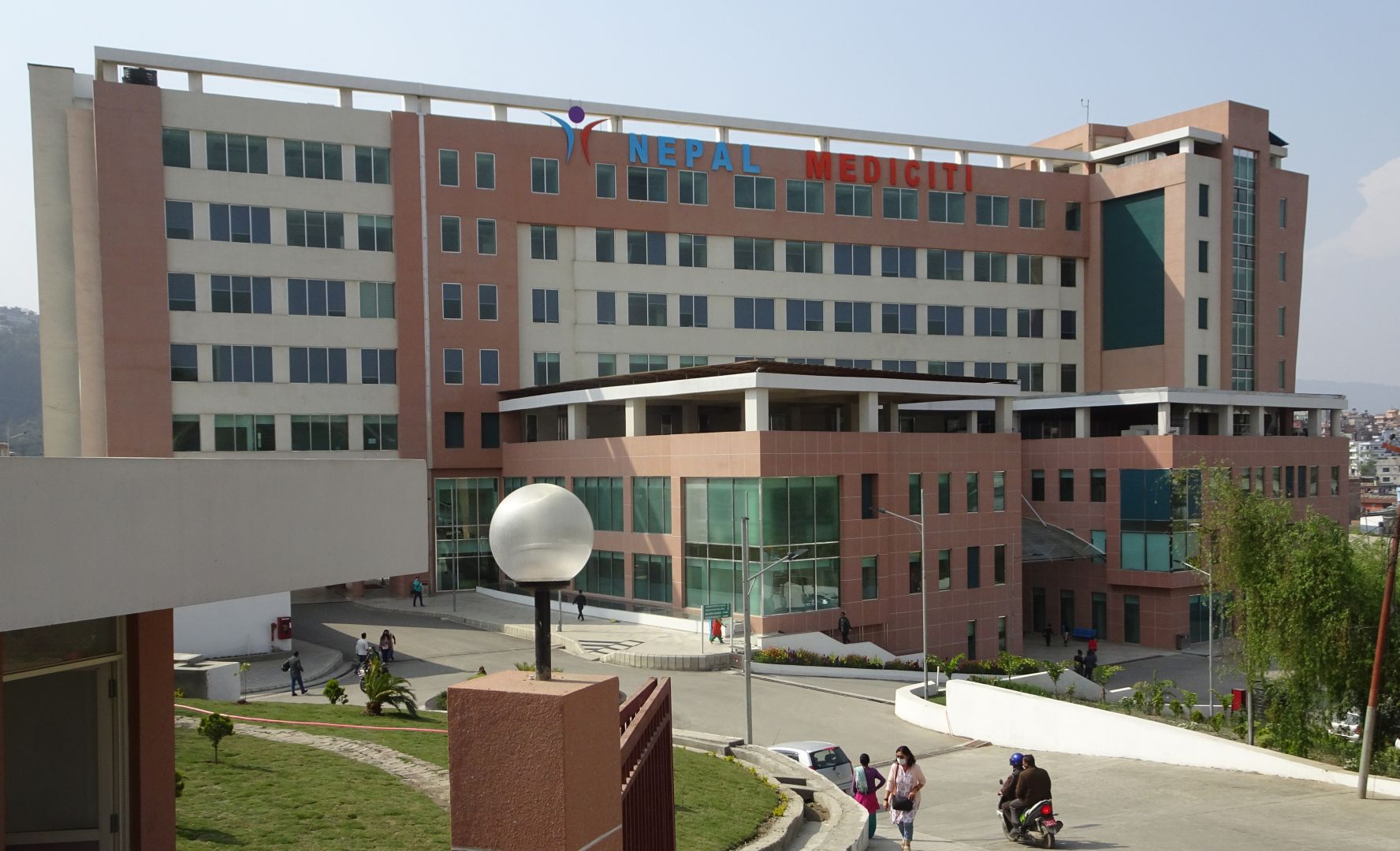
Nepal Mediciti

Das private Krankenhaus Nepal Mediciti gehört zu den führenden Krankenhäusern in Südasien.
Das Patan Hospital ist das Lehrkrankenhaus für die Patan Academy of Health Sciences.